# 横浜エレジィ
横浜エレジィ（ベイシティエレジィ）は、1994年9月28日にFMCより発売されたアダルトゲーム。
横浜市の伊勢佐木町（作中ではイセザキ町表記）が舞台のアドベンチャーゲーム。

## ストーリー
あの時の君の歌が俺の心を熱くする・・・・
最愛の恋人『愛音』が投身自殺でこの世を去った。激しく揺れ動く様々な人間模様。次第に露見する『芸能界』の腐敗。そして明らかになった真実に決着をつけるために主人公『悠』はベイブリッジに向かったのだ！

## キャラクター
竜崎 悠（りゅうざき ゆう）
主人公。24歳。イセザキ町にある楚羅という喫茶店のマスター。元クレー射撃日本代表。
佐野 愛音（さの あいね）
悠の彼女。悠と出会った当時は楚羅の看板娘だった。麻宮 神緒（あさみや かみお）という芸名でアイドルになったが、2年前にある事件で投身自殺した。享年16歳。
佐野 栞（さの しおり）
愛音の双子の妹。18歳。愛音の自殺によって、自身が栞であることを隠して神緒（愛音）として活動することになった。
竜崎 恵子（りゅうざき けいこ）
悠の義理の妹。19歳。
榊原 美夏（さかきばら みか）
恵子の大学の友人。19歳。
蒔瀬 梨奈（まきせ りな）
神緒の後輩としてデビューした新人アイドル。17歳。旭川市出身。
相沢 万里子（あいざわ まりこ）
イセザキ町にあるフィオリーナという花屋の店長。32歳。かつて花野 万里子（はなの まりこ）という芸名で歌手として活動していた。
林原 希子（はやしばら きこ）
楚羅のアルバイト。16歳。女子校生。
川上 仁（かわかみ ひとし）
楚羅のオーナー。62歳。
丈（たけし）
ダフ屋。仁の知り合い。
藤島（ふじしま）
神緒のマネージャー。
吉川（よしかわ）
万里子が歌手時代に所属していた芸能プロダクションの社長。

## スタッフ
- 原作、シナリオ、メッセージ、マニュアル：名耶初葉
- ゲーム・プログラム、デスク：小池蛍光色
- システム・プログラム：西陣ターボR
- グラフィック・プログラム：n☆BYS
- アニメーション・プログラム：佳邦
- 原画：TANG
- CGエディット：スタジオNOVA
- 音楽、SE：MUSE
- デバッグ：ひろもりさかな、小林イナゴ納豆、西脇泉水、伊集In大島、独楽鼠
- アートワーク：SCHECTER
- 進行：屋台酒ニコ美
- 協力：横浜伊勢崎町の皆様[5]、光荘の大家様、ヰ駄TEN
- 制作[6]：FMC
- 製作[6]：有限会社アイデス
- 販売：株式会社ニュース
- 製作総指揮[6]：井手健介

## 余談
1995年発売のFMC作品・ガラスの運命で横浜エレジィが作中作のアニメとして登場し、主人公の由梨が神緒（栞）の声優を務めるシーンがある。